# Садыгов, Аладдин Немет оглы
Садыгов Аладдин Немет оглы (азерб. Sadıqov Ələddin Nemət oğlu; род. 1956)  — азербайджанский учёный-агроном. Доктор сельскохозяйственных наук, доцент.

## Биография
Родился в 1956 году в селе Баш Амирханлы Девечинского района (ныне г. Шабран).
В 1971 году окончил восьмилетнюю школу села Амирханлы. В 1973 окончил девятый класс средней школы № 1 имени Т. Аббасова в городе Девечи.
В 1978 году окончил факультет «Овощи-фрукты и виноградарство» Азербайджанского сельскохозяйственного института им. С. Агамали.
С августа 1978 года до марта 1979 года работал старшим агрономом в совхозе имени Рахимли Девечинского района, с марта 1979 до октября 1980 года — главным агрономом департамента сельского хозяйства Девечинского района.
В 1980 году был назначен научным сотрудником садоводства и субтропических растений Азербайджанского научно-исследовательского института садоводства и субтропических культур им. А. Раджабли. 
В 1981 году поступил в аспирантуру. В 1986 году окончил аспирантуру и защитил диссертацию в Грузинском научно-исследовательском институте садоводства, виноградарства, виноделия и субтропических растений на тему «Изучение биологических особенностей новых сортов яблони в Губа-Хачмазском регионе Азербайджанской Республики» и после утверждения Высшей аттестационной комиссией Совета Министров СССР получил ученую степень кандидата наук по сельскому хозяйству.
С 1987 года работал старшим научным сотрудником, с 1990 года ведущим научным сотрудником Азербайджанского научно-исследовательского института садоводства и субтропических растений.
В 2015 году защитил докторскую диссертацию на тему «Изучение и селекция яблоневых растений в Губа-Хачмазском районе Азербайджанской Республики» и согласно решению Высшей аттестационной комиссии при Президенте Азербайджана получил ученую степень доктора наук по сельскому хозяйству. 
Под его руководством защищены 3 диссертации. В настоящее время руководит 4 докторантами.
С 1994 года является заведующим отделом селекции и изучения сортов Азербайджанского научно-исследовательского института выращивания фруктов и чаеводства.

## Научные достижения
А.Н. Садыгов проводил исследования в области интенсивного развития производства фруктов в Азербайджане, изучал биоморфологические особенности разных сортов яблок и сумел получить новые сорта яблок путем селекции. Опубликовал более 120 научных работ (в том числе статей, брошюр, книг) по направлениям своих исследований.
Полученные путём отбора сорта яблок «Шабран», «Эльвин», «Севиндж», «Марфа», «Эмиль», «Чыраггала», «Нигяр», «Сулх», «Нубар», «Ветен», «Хазар», «Давамлы», «Осенняя Губа», «Зимняя Губа», «Гобустан», «Зумруд», «Эльдар», «Гызыл тадж», «Ульви», «Садеф», «Нуран», «Сарван», «Мехмери» были отправлены на государственный сортовой тест. Также сорта «Осенняя Губа», «Зимняя Губа», «Севиндж» и «Эльвин» были зонированы.
А. Н. Садыгов изучал биоморфологические особенности ввозимых в Азербайджан новейших сортов яблок и рекомендовал использовать на имеющихся фруктовых садах, а также при создании новых садов сорта «Старкримсон», «Голден Делишес», «Ева», «Роял Ред Делишес», «Гринг» и другие, которые обладали качественными показателями. Кроме сорта «Гринг» все остальные сорта были зонированы.
В работах А. Н. Садыгова имеется широкое помологическое описание местных и проверенных сортов яблок, распространенных в Азербайджане и рекомендованных для использования в хозяйствах при отборе продуктивных и прочных сортов, адаптированных к почвенным и климатическим условиям.
За количество и качество научных исследований удостоен диплома «Главный научный сотрудник» со стороны Высшей аттестационной комиссии СССР (Москва,1991 г.).

## Книги
1. «Сорта яблони и их размножение в Азербайджане» (Баку, 1989)
2. «Azərbaycanda alma bitkisi» («Выращивание яблок в Азербайджане». Баку, 2005)
3. «Meyvə bağının təsisi» («Высаживание фруктового сада». Баку, 2018)
4. «Alma. Təbiətin möcüzəsi» («Яблоко. Чудо природы». Баку, 2018)
5. «Azərbaycanda yayılmış meyvə bitkiləri». («Распространённые в Азербайджане сорта фруктов» Баку, 2023)

## Статьи
1. «Яблоки с высоким генетическим кодом, адаптированные к условиям окружающей среды Азербайджана». Институт почвоведения и агрохимии Азербайджанской национальной Академии наук . Том 21. № 2. Б, 2013. стр. 334—337.
2. «Уровень заболевания перспективных сортов яблоневых растений в стадии развития грибковыми и вирусными болезнями». Азербайджанский аграрный научный журнал. № 3. И, 2013. стр. 55-80.
3. «Ценные сорта яблони в Азербайджане». Аграрная наука. № 4. Москва, 2014. стр. 22-23.
4. «Новые сорта яблони селекции Азербайджанского НИИ садоводства субтропических культур». Садоводство — Виноградарство № 2. М., 2014. стр. 16-23.
5. «Сравнительная оценка сортов яблони в условиях Азербайджана». Сибирский Вестник сельскохозяйственной науки 2 /2014 март-апрель. Новосибирск, 2014. стр. 75-80.
6. «Оценка пригодности новых селекционных сортов яблони в садах универсального назначения». Вестник АПК Ставрополя. № 2. (14), 2014.
7. «Фенология сортов яблони селекции Азербайджанского НИИ садоводство и субтропических условиях Губа-Хачмасской зоны Азербайджанской Республики». «Вестник Саратовского государственного аграрного университета им. Н. И. Вавилова» № 8, 2014. стр. 38-40.
8. «Селекция яблони и экспериментальные схемы скрещивания для ускорения селекционного процесса в создании ценных сортов». Вестник Московского государственного университета. Серия Естественные науки. № 3., 2014. стр. 42-45.
9. «Интродукции сортов яблони и перспективы их выращивания Азербайджане». Международная научно-методическая конференция. Махачкала, 2014. стр. 78-79.
10. «Some aspekts of the using gene pool plant breeding procession». 2 nd WCS-2014/ II International sumposium on wild relatives of subtropical and temperate fruit and nut crops 07-12 th April 2014 BAKU / Azerbaijan BOOK OF ABSTRACTS/ Bar;-Təknur 2014. P. 74-78.
11. «Показатели качества и товарности плодов новых селекционных сортов яблони в условиях Губа-Хачмасской зоны Азербайджанской Республики». Аграрный вестник Урала № 11. Екатеринбург, 2015, стр. 57-59.
12. «Биоразнообразие яблоневых растений в Азербайджане и их оценка в селекционных программах». Азербайджанский аграрный научный журнал. № 4 2017, стр. 64-67.
13. «Выбор при яблоневой селекции исходного материала обладающего ценными показателями». Азербайджанский аграрный научный журнал. № 2, 2018, стр. 49-51.
14. «Помологические особенности местных сортов яблок селекционного значения». Сборник информации Гянджинского филиала Азербайджанской национальной Академии наук. Гянджа, 2018, № 4. стр.17.